# 윤이상국제음악콩쿠르
윤이상국제음악콩쿠르(ISANGYUN Competition)는 매년 대한민국 경상남도 통영시에서 개최되는 국제 음악 콩쿠르이다.
통영에서 태어난 한국인 작곡가 윤이상(1917~1995)을 기념하기 위해 생긴 콩쿠르며, 2003년부터 시작되었다.

## 같이 보기
- 대한민국의 음악제 목록